# Bob Quick
Robert L. "Bob" Quick (Thornton, Misisipi; 5 de marzo de 1946) es un exjugador de baloncesto estadounidense que jugó durante cuatro temporadas en la NBA y una más en la ABA. Con 1,98 metros de estatura, lo hacía en la posición de alero.

## Trayectoria deportiva

### Universidad
Jugó durante tres temporadas con los Musketeers de la Universidad Xavier, en las que promedió 21,0 puntos y 12,0 rebotes por partido. Su mejor temporada fue la última, en la que lideró al equipo en puntos (23,7) y rebotes (14,0). En siete partidos consiguió 30 o más puntos, acabando su carrera con los récords de tiros libres anotados en una temporada y en una carrera completa.

### Profesional
Fue elegido en la decimoctava posición del Draft de la NBA de 1968 por Baltimore Bullets, y también por los Indiana Pacers en el draft de la ABA, fichando por los primeros. Allí, en su primera temporada, fue el jugador menos utilizado por su entrenador Gene Shue, alineándolo únicamente en 22 partidos en los que promedió 3,1 puntos y 0,9 rebotes.
Con la temporada 1969-70 ya comenzada, fue traspasado a Detroit Pistons a cambio de Eddie Miles. En su nuevo equipo tuvo más oportunidades de juego, terminando su única temporada completa en un mismo equipo con sus mejores estadísticas como profesional, promediando 8,0 puntos y 4,1 rebotes por partido. Pero mediada la siguiente temporada fue despedido por su equipo, fichando poco después como agente libre por los Dallas Chaparrals de la ABA, donde solo jugó 6 partidos antes de retirarse definitivamente.

## Estadísticas de su carrera en la NBA y la ABA

### Temporada regular
| Temporada | Edad | Equipo            | Liga  | P   | TIT | MIN  | TC  | TCA | %TC  | 3P  | 3PA | %3P | TL  | TLA | %TL   | R.OF. | R.DEF. | REB | ASIS | ROB | TAP | PER | FP  | PTS |
| 1968-69   | 22   | Baltimore Bullets | NBA   | 28  |     | 5.5  | 1.1 | 2.6 | .411 |     |     |     | 1.0 | 1.6 | .614  |       |        | 0.9 | 0.4  |     |     |     | 0.5 | 3.1 |
| 1969-70   | 23   | TOTAL             | NBA   | 34  |     | 10.7 | 1.9 | 4.1 | .453 |     |     |     | 1.4 | 2.1 | .690  |       |        | 2.2 | 0.4  |     |     |     | 1.5 | 5.1 |
| 1969-70   | 23   | Baltimore Bullets | NBA   | 15  |     | 4.5  | 0.9 | 1.9 | .500 |     |     |     | 0.8 | 1.2 | .667  |       |        | 0.8 | 0.2  |     |     |     | 0.6 | 2.7 |
| 1969-70   | 23   | Detroit Pistons   | NBA   | 19  |     | 15.6 | 2.6 | 5.8 | .441 |     |     |     | 1.9 | 2.8 | .698  |       |        | 3.3 | 0.6  |     |     |     | 2.2 | 7.1 |
| 1970-71   | 24   | Detroit Pistons   | NBA   | 56  |     | 20.5 | 2.8 | 6.1 | .455 |     |     |     | 2.5 | 3.1 | .784  |       |        | 4.1 | 1.0  |     |     |     | 2.5 | 8.0 |
| 1971-72   | 25   | TOTAL             | TOTAL | 24  |     | 10.9 | 2.0 | 4.0 | .485 | 0.0 | 0.0 |     | 1.8 | 2.3 | .800  | 0.3   | 2.5    | 2.7 | 0.5  |     |     | 0.2 | 1.6 | 5.8 |
| 1971-72   | 25   | Detroit Pistons   | NBA   | 18  |     | 11.3 | 2.2 | 4.6 | .476 |     |     |     | 1.9 | 2.5 | .756  |       |        | 2.8 | 0.6  |     |     |     | 1.6 | 6.2 |
| 1971-72   | 25   | Dallas Chaparrals | ABA   | 6   |     | 9.5  | 1.3 | 2.5 | .533 | 0.0 | 0.0 |     | 1.7 | 1.7 | 1.000 | 1.0   | 1.3    | 2.3 | 0.2  |     |     | 0.7 | 1.5 | 4.3 |
| Total     |      |                   | TOTAL | 142 |     | 13.6 | 2.1 | 4.6 | .454 | 0.0 | 0.0 |     | 1.8 | 2.4 | .746  | 1.0   | 1.3    | 2.8 | 0.7  |     |     | 0.7 | 1.7 | 6.0 |
|           |      |                   | NBA   | 136 |     | 13.7 | 2.1 | 4.7 | .452 |     |     |     | 1.8 | 2.5 | .738  |       |        | 2.8 | 0.7  |     |     |     | 1.7 | 6.0 |
|           |      |                   | ABA   | 6   |     | 9.5  | 1.3 | 2.5 | .533 | 0.0 | 0.0 |     | 1.7 | 1.7 | 1.000 | 1.0   | 1.3    | 2.3 | 0.2  |     |     | 0.7 | 1.5 | 4.3 |

### Playoffs
| Temporada | Edad | Equipo            | Liga | P | MIN | TCA | TC | 3PA | 3P | TLA | TL | R.OF. | REB | ASIS | ROB | TAP | PER | FP | PTS | %TC  | %3P | %FT  | MIN | PTS | REB | AST |
| 1968-69   | 22   | Baltimore Bullets | NBA  | 2 | 9   | 2   | 3  |     |    | 0   | 2  |       | 1   | 0    |     |     |     | 1  | 4   | .667 |     | .000 | 4.5 | 2.0 | 0.5 | 0.0 |
| Total     |      |                   | NBA  | 2 | 9   | 2   | 3  |     |    | 0   | 2  |       | 1   | 0    |     |     |     | 1  | 4   | .667 |     | .000 | 4.5 | 2.0 | 0.5 | 0.0 |